# Сакречіо
Сакречіо (груз. საკრეჭიო) — село в Грузії.
За даними перепису населення 2014 року в селі проживає 86 осіб.